# Bunkier ostatniego strzału
Bunkier ostatniego strzału (fr. Le bunker de la dernière rafale) – francuski krótkometrażowy film science-fiction z 1981 roku w reżyserii Marca Caro i Jean-Pierre’a Jeuneta.

## Fabuła
Film opowiada o grupie żołnierzy zamkniętych w bunkrze w post-apokaliptycznej przyszłości. Żołnierze ci powoli tracąc swoje człowieczeństwo zaczynają zabijać się nawzajem.

## Obsada
- Bruno Delbonnel – kamerzysta
- Bruno Richard – aktor
- Chantal Galiana – makijaż
- Eric Caro – aktor, oświetlenie, zdjęcia
- Gilles Adrien – aktor
- Herve Di Rosa – aktor
- Jean Marie De Busscher – aktor
- Jean-Pierre Jeunet – aktor, oświetlenie, scenopis, produkcja, dekoracja, kostiumy, modele, animacja, „sztuczki”, montaż i realizacja
- Jean-Pierre Verney – kostiumy i akcesoria
- Leure Robert – asysta
- Marc Caro – aktor, kasting, grafika, dekoracja, kostiumy, modele, animacja, „sztuczki”, montaż i realizacja
- Marina Bouillet – makijaż
- Patrice Succi – aktor
- SPOT (pseudonim – nazwisko nieznane) – aktor, oświetlenie, efekty specjalne
- Thierry Fournier – aktor
- Vincent Ferniot – aktor
- Zorin (pseudonim – nazwisko nieznane) – aktor, odznaki i akronimy (elementy kostiumów)